# Focșani
Focșani je město v rumunské Moldávii. Je centrem župy Vrancea a žije zde přibližně 67 tisíc obyvatel. Přesněji se rozkládá na říčce Milcov, 160 km severovýchodním směrem od metropole Bukurešti.
Nachází se nedaleko geologického zlomu, což ho činí zranitelným pro případná zemětřesení. V jeho okolí se pěstuje víno, také se ale těží i ropa, železná ruda, měď a uhlí. V městě samotném se pak vyrábí mléko, nábytek a textilie.

## Historie
Město se vyvinulo jako důležité obchodní centrum mezi Ruskem a jihovýchodní Evropou. V roce 1772 se nedaleko od něj konalo důležité jednání mezi ruskými a tureckými diplomaty. V roce 1789 zde bylo také poraženo osmanské vojsko při bitvě s Habsburky. 9. prosince 1917 tu bylo podepsáno příměří mezi Rumunským královstvím a ústředními mocnostmi.